# Edentiella leucozona
Edentiella leucozona is een slakkensoort uit de familie van de Hygromiidae. De wetenschappelijke naam van de soort werd voor het eerst geldig gepubliceerd in 1828 door Carl Jonas Pfeiffer.